# Gaja-et-Villedieu

Gaja-et-Villedieu este o comună în departamentul Aude din sudul Franței. În 1 ianuarie 2022 avea o populație de 309 de locuitori.